# Tiếng Enggano

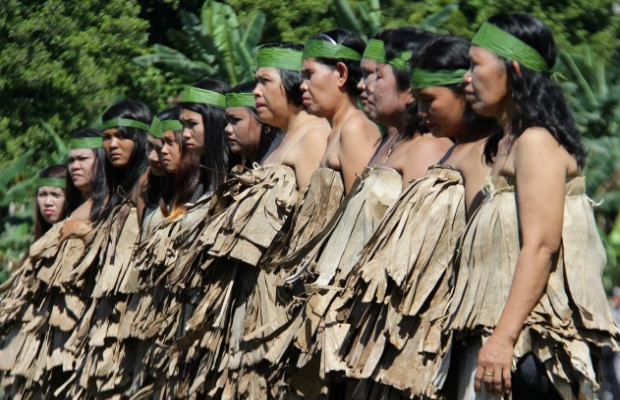
Vũ công Enggano

Tiếng Enggano là một ngôn ngữ Nam Đảo nói trên đảo Enggano, nằm ở ngoài khơi duyên hải tây nam Sumatra, Indonesia.
Tiếng Enggano nổi bật trong số các ngôn ngữ Nam Đảo miền tây Đông Nam Á hải đảo ở chỗ có nhiều biến âm khác thường, cộng với lượng từ vựng ít ỏi đồng nguyên với các ngôn ngữ Nam Đảo khác. Tuy vậy, các nhà Nam Đảo học đều đồng tình rằng đây là một ngôn ngữ Nam Đảo. Khó khăn trong tìm kiếm yếu tố Nam Đảo trong khối từ vựng và hệ thống hình vị ràng buộc tiếng Enggano đã dẫn đến vài đề xuất rằng đây là một ngôn ngữ tách biệt với từ mượn Nam Đảo.
Khi mới tiếp xúc với người châu Âu, người Enggano có thấy nhiều nét tương đồng văn hoá với cư dân bản xứ trên quần đảo Nicobar hơn là với người dân tại Sumatra. Tuy nhiên, không có điểm tương đồng rõ rệt nào giữa tiếng Enggano với ngữ chi Nicobar (hay các ngôn ngữ Nam Á khác).

## Phân loại
Vấn đề phân loại tiếng Enggano vẫn còn gặp nhiều vướng mắc. Từ loại bỏ hẳn nó ra khỏi hệ Nam Đảo đến việc xếp nó vào Tây Bắc Sumatra–quần đảo Rào chắn, nhiều quan điểm đã được đề ra.
Dựa trên số lượng từ vựng ít ỏi có thể dứt khoát là mang gốc Nam Đảo, Capell (1982) kết luận rằng Enggano là một ngôn ngữ tách biệt. Blench (2014) cũng cho rằng tiếng Enggano là một ngôn ngữ tách biệt với từ mượn Nam Đảo, đồng thời ghi nhận rằng một phần từ vựng cơ bản tiếng Enggano không có gốc Nam Đảo. Dựa trên một số bằng chứng từ vựng, ông cho rằng người Enggano là hậu duệ của cư dân săn bắt-hái lượm thế Pleistocen (trước thời đại đồ đá mới).
Edwards (2015) chứng minh rằng đại từ, số từ cùng một số phụ tố tiếng Enggano có thể được truy nguyên về tiếng Mã Lai-Đa Đảo nguyên thủy. Dựa trên điều này, cộng với nhiều đối ứng âm giữa tiếng Enggano với tiếng Mã Lai-Đa Đảo nguyên thủy, Edwards kết luận rằng Enggano rõ ràng thuộc về nhánh Mã Lai-Đa Đảo của hệ Nam Đảo. Trong ngữ tộc Mã Lai-Đa Đảo, ông cho tiếng Enggano đứng riêng trong một phân nhánh.
Do vậy, Edwards bác bỏ đề xuất của Capell và Blench rằng tiếng Enggano là ngôn ngữ phi Nam Đảo. Dù quả là một khối lớn từ vựng không truy được về tiếng Mã Lai-Đa Đảo nguyên thủy, khó mà xác định rằng liệu chúng đại diện cho một lớp nền phi Nam Đảo từ một ngôn ngữ không rõ hay đơn giản là kết quả của sự thay thế từ vựng mang tính nội tại. Tiếng Enggano có nhiều đặc điểm âm vị học khác thường trong vùng (chẳng hạn hệ thống âm vị nhỏ) và mức độ lưu giữ từ vựng thấp, hai điều trên đều thường thấy đối với ngôn ngữ miền đông Indonesia và Melanesia hơn là miền tây. Mức lưu giữ từ vựng của Enggano (tức phần trăm mục từ vựng bắt nguồn từ mục từ tiếng Nam Đảo nguyên thủy đã phục dựng) chỉ là 21% (46/217 từ), trong khi ở tiếng Mã Lai là 59% (132,5/223 từ). Một vài ngôn ngữ phi Nam Đảo ở Đông Nam Á, như tiếng Nancowry, tiếng Semelai, tiếng Abui cũng có mức lưu giữ từ vựng thấp.

## Sự phát triển
Tiếng Enggano đã trải qua nhiều biến âm, làm nó trở nên khác biệt với các ngôn ngữ Nam Đảo khác trong vùng. Ví dụ (PMP = tiếng Mã Lai-Đa Đảo nguyên thủy):
- PMP *ŋ > h   (*taliŋa "tai" > e-kadiha)
- PMP *m > b   (*Rumaq "nhà" > e-uba)
- PMP *n > d   (*anak "con" > e-ada)
- PMP *s > k   (*si-ia "cô ta, anh ta, nó" > kia)
- PMP *t > k   (*mata "mắt" > e-baka)

Tiếng Enggano là ngôn ngữ Nam Đảo duy nhất ở miền tây có biến âm *t > k (biến âm này xảy ra độc lập nhiều lần trong nhiều nhóm con của nhóm ngôn ngữ châu Đại Dương).
Một điểm khác thường nữa là sự hoà âm âm mũi trong khối từ vựng Nam Đảo, tức việc tất cả phụ âm lẫn nguyên âm đứng sau một nguyên âm mũi trong một từ được đều mũi hoá. Ví dụ, *eũ’ada’a trở thành eũ’ãnã’ã, so với e-uba 'nhà' và ʔa-riba 'năm' (< PMP *Rumaq, *ka-lima, cf. rumah, lima tiếng Mã Lai).